# Heroldia monticola
Heroldia monticola är en kräftdjursart som beskrevs av Karl Wilhelm Verhoeff1926. Heroldia monticola ingår i släktet Heroldia och familjen Philosciidae.

## Underarter
Arten delas in i följande underarter:
- H. m. paniensis
- H. m. monticola